# NGC 1759
NGC 1759 في الفهرس العام الجديد، هي مجرة، تقع في كوكبة آلة النقاش. اكتشفت في 28 نوفمبر 1837 بواسطة جون هيرشل.

## روابط خارجية
- NGC 1759 على موقع ويكي سكاي: DSS2, SDSS, GALEX, IRAS, Hydrogen α, X-Ray, Astrophoto, Sky Map, Articles and images